# Armoiries de Sainte-Hélène
Les armoiries de Sainte-Hélène sont approuvées le 30 janvier 1984. Le blason est composé d'un champ d'azur avec une frange horizontale d'or située au sommet, et chargée d'un pluvier de Sainte-Hélène (charadrius sanctaehelenae). Sous la frange, on peut voir un navire à trois mâts, accostant des îles montagneuses. Le tout est surmonté d'un heaume d'azur, couronné d'une couronne navale. Le heaume est surmonté d'une chimère représentant Sainte-Hélène de Constantinople, laquelle a donné son nom à l'île. La sainte porte une fleur et une croix qui représente la relique de la Vraie Croix (la croix où a été crucifié Jésus Christ).
Dans la partie inférieure, sur une ceinture d'argent, on peut lire la devise de Sainte-Hélène: “Loyal and unshakable” («Loyal et Imperturbable»).